# 윤성훈 (필드하키 선수)
윤성훈(尹成勛, 1983년 2월 16일 ~ )은 대한민국의 전직 필드하키 선수이며 포지션은 공격수이다. 성남시청 소속이다.

## 학력
- 한국체육대학교 졸업

## 경력
- 2006년 아시안 게임 남자 하키 국가대표
- 2008년 하계 올림픽 남자 하키 국가대표
- 2010년 아시안 게임 남자 하키 국가대표
- 2012년 하계 올림픽 남자 하키 국가대표
- 2014년 아시안 게임 남자 하키 국가대표

## 수상
- 2006년 아시안 게임 남자 하키 금메달
- 2009년 남자챔피온스 트로피 국제하키대회 3위
- 2010년 슐탄아즐란샤 국제남자하키대회 1위
- 2014년 아시안 게임 남자 하키 동메달